# Cheiridopsis
Cheiridopsis ist eine Pflanzengattung aus der Familie der Mittagsblumengewächse (Aizoaceae). Der botanische Name leitet sich von den griechischen Worten cheiris für ‚Scheide‘ sowie -opsis für ‚ähnlich‘ ab und verweist auf die papierartigen Blattscheiden, die während der Ruheperiode gebildet werden.

## Beschreibung
Die Arten der Gattung Cheiridopsis wachsen als kompakte bis rasenartige, selten wenig verzweigte Pflanzen oder sind mattenbildend. Ihre Blattscheiden sind ausdauernd, die gekielten Laubblätter sind dreischneidig bis dreieckig und an ihrer Basis gerundet. Manchmal sind der Blattrand oder der Kiel gezähnt. Ihre Epidermis ist papillös.
Die einzelnen Blüten tragen Brakteen. Es sind vier oder fünf Kelchblätter vorhanden. Die Kronblätter sind gelb oder cremefarben, selten purpurfarben orange oder rot. Häufig sind sie purpurn überhaucht.
Die duftenden Blüten öffnen sich gegen Mittag und schließen sich bei Sonnenuntergang. Die Blütezeit erstreckt sich vom April bis in den Oktober.
Die Kapselfrüchte besitzen 10 bis 20 Fächer. Sie enthalten flache bis runde, hellbraune und glatte oder dunklere und papillöse Samen.

## Systematik und Verbreitung
Das Verbreitungsgebiet der Gattung Cheiridopsis erstreckt sich südlich von Lüderitz in Namibia durch das Namaqualand bis in die westlichen und zentralen Gebiete der Westkap in Südafrika. Die Arten wachsen hauptsächlich in den Winterregengebieten.
Die Erstbeschreibung durch Nicholas Edward Brown wurde 1925 veröffentlicht. Die Typusart ist Cheiridopsis rostrata. Die Gattung Cheiridopsis wird in drei Untergattungen gegliedert und umfasst folgende Arten:
- Cheiridopsis subg. Cheiridopsis
  - Cheiridopsis amabilis S.A.Hammer
  - Cheiridopsis delphinoides S.A.Hammer
  - Cheiridopsis derenbergiana Schwantes
  - Cheiridopsis gamoepensis S.A.Hammer
  - Cheiridopsis imitans L.Bolus
  - Cheiridopsis meyeri N.E.Br.
  - Cheiridopsis minor (L.Bolus) H.E.K.Hartmann
  - Cheiridopsis namaquensis (Sond.) H.E.K.Hartmann
  - Cheiridopsis nelii Schwantes
  - Cheiridopsis pearsonii N.E.Br.
  - Cheiridopsis peculiaris N.E.Br.
  - Cheiridopsis rostrata (L.) N.E.Br.
  - Cheiridopsis schlechteri Tisch.
  - Cheiridopsis turbinata L.Bolus
  - Cheiridopsis umbrosa S.A.Hammer & Desmet
- Cheiridopsis subg. Aequifoliae H.E.K.Hartmann
  - Cheiridopsis brownii Schick & Tisch.
  - Cheiridopsis caroli-schmidtii N.E.Br.
  - Cheiridopsis denticulata (Haw.) N.E.Br.
  - Cheiridopsis glomerata S.A.Hammer
  - Cheiridopsis herrei L.Bolus
  - Cheiridopsis pillansii L.Bolus
  - Cheiridopsis purpurea L.Bolus
  - Cheiridopsis robusta N.E.Br.
  - Cheiridopsis verrucosa L.Bolus
- Cheiridopsis subg. Odontophoroides H.E.K.Hartmann
  - Cheiridopsis acuminata L.Bolus
  - Cheiridopsis aspera L.Bolus
  - Cheiridopsis pilosula L.Bolus
  - Cheiridopsis ponderosa S.A.Hammer
  - Cheiridopsis rudis L.Bolus
  - Cheiridopsis speciosa L.Bolus
  - Cheiridopsis umdausensis L.Bolus
  - Cheiridopsis velox S.A.Hammer

## Nachweise